# Caramoan-Halbinsel
Die Caramoan-Halbinsel liegt im Süden der Insel Luzon, auf den Philippinen. Sie liegt im Nordosten der Provinz Camarines Sur auf der Bicol-Halbinsel. Die Topographie der Halbinsel wird als gebirgig beschrieben, das Höhenprofil steigt bis auf 1.003 Meter über den Meeresspiegel, am Saddle Peak. Sie trennt die Philippinensee, im Norden, von dem Golf von Lagonoy im Südosten. Im Osten trennt der Maquela-Kanal die Halbinsel von der Insel Catanduanes. An ihrer nördlichen Küste liegt der 3,16 km² große Caramoan-Nationalpark. Nördlich der Caramoan-Halbinsel liegen die Inseln Quinalasag, Lahuy, Basot, Basog und Bagieng Island.
Die Gemeinden Caramoan, Garchitorena, Lagonoy, Presentacion und San Jose liegen auf der Halbinsel. 